# حزب التحرير (الكويت)
حزب التحرير ولاية الكويت حزب سياسي إسلامي موجود في الكويت منذ منتصف عقد الخمسينات من القرن الماضي، لم يقم بأي أعمال عنف أو شغب ولم يشارك في أي عمل ذي طبيعة مادية من التغير، وهو صاحب رأي فكري سياسي يدعو من خلاله إلى تطبيق الإسلام لتحقيق الشريعة المتمثلة في الخلافة. ويمكن القول أنه يوجد إجماع تحريري على أن العمل المادي - السلاح - مرفوض، وتكفير الحكام قضية غير مطروحة في مشروع الحزب، وإنما توعية الجماهير من خلال بث الوعي السياسي الشرعي مع بيان أولوية الواجبات الشرعية والعمل على تحقيقها. وطبيعة المجالس التي يعمرها أبناء حزب التحرير يغلب عليها الحوار الفكري العميق والطويل يتداخل فيه التاريخي بالواقعي بالسياسي والشرعي مع مقارنات ونقد وصراحة.

## النشأة
كان المجتمع الكويتي في الخمسينات بمثابة ساحة مفتوحة لكل التيارات السياسية كالناصرية والقومية العربية بل وحتى الشيوعية، إضافة إلى الأحزاب الدينية مثل الأخوان المسلمون والحركة السلفية وكذلك حزب التحرير. وتبعاً لأدبيات حزب التحرير يمكن القول أن هذا الحزب يتفرد بالدعوة - صراحة - لإقامة الدولة الإسلامية عن طريق الانقلاب أو الثورة، كما أنه كحزب لا يهتم بالمسألة الأخلاقية أو التعبدية وبهذا الأسلوب حاول حزب التحرير نشر أفكاره داخل المجتمع الكويتي باعتبار الإسلام أيديولوجية وليس ديناً فقط.
ونظراً للتصلب الأيديولوجي لم يقبل حزب التحرير التعامل مع الواقع السياسي - الاجتماعي للمجتمع الكويتي - نظراً لتعارض هذه الواقعية مع هدفه الأساسي الممثل في إقامة الدولة الإسلامية. بناء على ذلك رفض أعضاء الحزب من الكويتيين فكرة الدولة الدستورية وسعوا إلى نقضها شرعياً في العلن. وحيث أن الجماعات الدينية الأخرى قبلت بالتعامل مع هذا الواقع الكويتي عبر القنوات الشرعية، لقد رفضت هي الأخرى التعاون مع حزب التحرير الأمر الذي أدى إلى غياب الحزب عن الأنشطة السياسية خلال الفترة التي سبقت الغزو العراقي في الثاني من أغسطس عام 1990.
وفي أعقاب التحرير دعت السلطة السياسية في الكويت إلى الانتخابات العامة عام 1992، ويمكن ملاحظة أن صوت حزب التحرير قد أصبح أكثر وضوحاً، وإن ظل الحزب على تصلبه العقائدي تجاه الدولة الدستورية والديمقراطية بشكل عام. وظل الحزب يدعو من أجل إقامة الدولة الإسلامية في العلن محاولاً إقناع الشعب الكويتي بعدم توفر الشرعية الدينية للدستورية والديمقراطية. وخلال انتخابات عام 1996 لم يظهر أي تواجد علني لحزب التحرير.

## العمل السياسي
جمد نشاط حزب التحرير في الكويت عام 1995 ووقعوا ضحية تعصبهم لأقوال مؤسس الحزب الشيخ تقي الدين النبهاني الذي أسس الحزب عام 1953 بعد الاحتلال الصهويني بخمس سنين تقريباً وكانت للشيخ شخصية قيادية قوية جمعت له أتباعاً وطلبة لا يعصون الشيخ ما أمر، الخطأ الذي وقع فيه الحزب هو تصوره أن الحل لجميع مشاكل الأمة الإسلامية هو إعادة الخلافة الإسلامية الراشدة وإلا فلا صلاح للأمة من غيرها فلن تستطيع الأمة من تحرير أراضي المسلمين من الاحتلال، ولا تحرير العقيدة من الشرك، ولا تحرير العبادة من البدع، ولا تحرير الأفكار من الغزو الإعلامي، ولا تحرير الأخلاق من الرذيلة، ولا تحرير المجتمعات من الجاهلية ولا تحرير الأمة كلها من رواسب عصور التخلف إلا بعد أن تختار الأمة رجلاً وتسميه خليفة المسلمين، فإلى أن تقوم الخلافة فلن يقوم الحزب بواجب الدعوة إلى الله ولا بواجب إصلاح المجتمع لأن ذلك لن ينفع أبداً لأن الخلافة ليست قائمة، فالحزب لن يمارس الإصلاح الدعوي ولا الاقتصادي ولا الإعلامي إلا بعد أن تقوم الخلافة فإلى ذلك الحين فالعمل هو سياسي بحت، فللحزب قناعة راسخة أنه بعد أن تقوم الخلافة سينصلح كل الفساد وتنحل مشاكل الأمة ويعود الرخاء والتقدم للمسلمين.

## الوصلات الخارجية
- لقاء مع حسن الضاحي الناطق الرسمي باسم الحزب في ولاية الكويت.